# Mallotus longinervis
Mallotus longinervis là một loài thực vật có hoa trong họ Đại kích. Loài này được M.Aparicio mô tả khoa học đầu tiên năm 2007.